# José Paulo Sousa da Silva
Para otro futbolista portugués, ver Paulo Sousa.
 José Paulo Sousa da Silva,  Paulo Sousa  (Lousada, 13 de mayo de 1975) es un futbolista portugués. Actualmente juega para el F.C. Paços de Ferreira, generalmente como centrocampista defensivo.
Durante su carrera, Sousa jugó para el S.C. Freamunde, F.C. Penafiel y F.C. Paços de Ferreira, teniendo también una estancia desafortunada en APOP Kinyras Peyias FC, desde agosto-diciembre de 2007, volviendo a Paços con su compañero centrocampista Pedrinha, con el que compartió nueve temporadas profesionales.